# Espagne (film)
 (juillet 2025).
Pour les articles homonymes, voir Espagne.
Pour plus de détails, voir Fiche technique et Distribution.
Espagne est un film français réalisé par Alice Guy en 1905.

## Synopsis
Le film est un ensemble de vues cinématographiques de l’Espagne pour la plupart composées de lents panoramiques horizontaux : 
- Madrid : Puerta del Sol, le Prado et la fontaine de Cybèle, le Palacio de Oriente et environs de Madrid,
- Grenade : la Sierra Nevada et l’Alhambra vus de l’Albaïcin,
- Séville : le Guadalquivir,
- Environs de Barcelone : le monastère de Montserrat,
- Danses gitanes.

## Analyse
Pour le spectateur d’aujourd'hui, ces vues documentaires, notamment les environs de Madrid avec leurs passages de corbillards et la misère suggérée, prennent un accent quasi-buñuélien : on pense à sa période surréaliste et notamment au documentaire Terre sans pain (Las Hurdes) de 1933.

## Fiche technique
- Titre : Espagne
- Réalisation : Alice Guy
- Opérateur de prise de vue : Anatole Thiberville
- Société de production : Société L. Gaumont et compagnie
- Pays d’origine :  France
- Genre : Documentaire
- Durée : 10 minutes
- Dates de sortie : 1905
- Licence : Domaine public

## Autour du film
Au début du panoramique tourné à Grenade, on aperçoit Alice Guy entourée de jeunes enfants.